# Edmond Marc Lipiansky
 (février 2019).
Si vous disposez d'ouvrages ou d'articles de référence ou si vous connaissez des sites web de qualité traitant du thème abordé ici, merci de compléter l'article en donnant les références utiles à sa vérifiabilité et en les liant à la section « Notes et références ».
Edmond-Marc Lipiansky, né le 9 mars 1939, est un psychologue français, professeur émérite de psychologie à l'université Paris-Nanterre.
Docteur d’État, psychologue, psychanalyste, formateur et superviseur, il a publié de nombreux ouvrages portant sur la communication et les relations interpersonnelles, sur l’identité et sur la psychothérapie.

## Biographie
Edmond Marc Lipiansky est né le 9 mars 1939 à Aix en Provence. Son père, Alexandre Marc était un philosophe (l’un des fondateurs du personnalisme) ; c’était aussi un militant fédéraliste de la construction européenne. Sous son influence, Edmond Marc s’intéresse très tôt à la philosophie et à la science politique. En classe de philosophie au lycée Lakanal, il a pour professeur le psychanalyste Octave Manoni et découvre grâce à lui cette discipline.[réf. nécessaire]
Après le baccalauréat, il suit des études à l’Institut d’Études Politiques de Paris dont il est diplômé en 1960 et, en parallèle, des études de droit et de sciences économiques (DES en 1962).
En 1967, il entreprend des études de psychologie et de sciences de l’éducation (maîtrise en 1973). Il passe ensuite un doctorat de troisième cycle (en 1976) sous le titre de « L’âme française », analyse d’une représentation sociale.
Parallèlement à ses études de psychologie, Edmond Marc a suivi une psychanalyse personnelle puis une formation didactique à cette discipline.[réf. nécessaire]
De 1976 à 1981, il est chercheur au laboratoire d’Ethnopsychologie (équipe de recherche associée au CNRS n°435).[réf. nécessaire]
De 1982 à 1986, il est ingénieur d’étude CNRS au Centre de Sémiotique (Université Paris10) dont il devient co-directeur de 1986 à 1988.[réf. nécessaire]
Il a, tout au long de ses travaux et de sa pratique, cherché à relier la psychologie à son contexte culturel et social et aux autres sciences humaines (sociologie, ethnologie, économie, sémiologie…).[réf. nécessaire]
En 1987, il devient maître de conférences en psychologie (Université Paris10). En 1993, il soutient une thèse de doctorat d’État en psychologie intitulée « Identité, communication et changement ». Il est qualifié à la fonction de professeur de psychologie par le Conseil National des Universités. De 1996 à 2000 il dirige le Centre d’Éducation Permanente de l’Université Paris10. Il devient professeur de psychologie dans cette université en 1997.[réf. nécessaire]
Parallèlement à ses activités universitaires, Edmond Marc Lipiansky a enseigné la psychologie et la psychothérapie dans de nombreuses institutions : l’École de Psychologues Praticiens, la Nouvelle Faculté Libre de psychothérapie, la Sigmund Freud University, le Centre Interdisciplinaire de Formation à la Psychothérapie.[réf. nécessaire]
Il a mené en libéral une activité de psychanalyste ; il est membre honoraire de la Société Française de Psychanalyse Intégrative.

## Travaux et activités
Les recherches, les activités et les publications d’Edmond Marc - les publications sont signées Edmond Marc Lipiansky et, le plus souvent, Edmond Marc - se sont déployées dans le champ de la communication, de la construction de l’identité et des processus de changement en psychothérapie. L’hypothèse centrale qui relie ces différents domaines est que « c’est à travers la communication à l’autre que se constitue l’identité et que s’opère un changement, notamment en psychothérapie ».[réf. nécessaire]
Dans ce dernier champ, il rejoint la position du psychanalyste Irvin Yalom : « C’est la relation qui soigne ». Il a contribué dans cette orientation au développement en France de la notion de « psychothérapie relationnelle » qui tend à faire converger la psychanalyse, l’analyse existentielle et la psychologie humaniste.
Il a publié une vingtaine d’ouvrages sur ces thèmes - dont certains sont traduits en allemand, en espagnol, en portugais, en anglais, en italien - et une centaine d’articles dans différentes revues scientifiques et de vulgarisation. Il a dirigé aux éditions Retz la collection « Psychologie dynamique » qui a édité de nombreux ouvrages sur la psychothérapie.[réf. nécessaire]
Il a fait partie du comité de rédaction de plusieurs revues en sciences humaines : Connexions, Psychologie clinique, Hermès, Communication et Langages, Sciences Humaines…[réf. nécessaire]
Il a contribué à faire connaître en France les « nouvelles thérapies » venues des États-Unis dans les années 1970, notamment les thérapies existentielles et humanistes et les thérapies systémiques.
Il a publié, en collaboration avec Dominique Picard, le premier ouvrage sur l’École de Palo Alto (ouvrage constamment réédité).[réf. nécessaire]
Il milite pour une orientation « intégrative » dans le champ de la psychothérapie, prônant un dialogue entre les différentes démarches et une recherche des bases théoriques et pratiques qui leur sont communes.[réf. nécessaire]
Il s’est notamment consacré à une étude comparative de la façon dont les différentes thérapies conçoivent le processus de changement.
Il a contribué à l’élaboration théorique et pratique de la notion de « psychothérapie intégrative » avec Max Pagès et Jean-Michel Fourcade.[réf. nécessaire]

## Publications

### Publications principales
- Comment les psychothérapies nous aident à changer ? Paris, Enrick B  Éditions, 2023
- Le nouveau guide des psychothérapies, Paris, Enrick B Éditions, 2023
- Psychologie de l’identité. Soi et le groupe, Paris, Dunod, 2005
- Le changement en psychothérapie. Approche intégrative, Dunod, 2002 ·
- Identité et Communication, Paris, PUF, 1992 (ISBN 978-2130442004)
- L’identité française : Représentations, mythes, idéologies, Paris, éd. De l’Espace européen, 1991
- L'âme française ou le national-libéralisme. Analyse d'une représentation sociale, Anthropos, 1979

### Ouvrages en collaboration

#### Avec Dominique Picard
- Les conflits relationnels, Paris, Que sais-je ? 2024
- L’École de Palo Alto, Paris, Que Sais-Je ?, 2023
- L’École de Palo Alto. Une approche systémique des relations humaines, Paris, Retz 2023
- Relations et communications interpersonnelles, Paris, Dunod, 2020
- Petit traité des conflits ordinaires, Paris, Seuil 2006

#### Autres
- Le groupe thérapeutique. Approche intégrative (avec Ch. Bonnal), Paris, Dunod, 2023
- Regards croisés sur la psychothérapie (avec Ch. Masquelier), Paris, Enrick B Éditions, 2020
- Un amour qui guérit. L’importance de la relation en psychothérapie (avec Jenny Locatelli), Paris, Enrick B. Editions 2018
- La communication interculturelle (avec J.R. Ladmiral), Paris, Les Belles Lettres, 2015,
- Pratiquer la psychothérapie (avec A. Delourme), Paris, Dunod 2004

### Directions d’ouvrages
- Les fondements des psychothérapies (avec M. Vinot), Paris, Dunod 2014
- La psychothérapie aujourd’hui (avec S. Ginger), Paris, Dunod, 2013
- La supervision en psychanalyse et en psychothérapie (avec A. Delourme), Paris, Dunod 2007
- Être psychothérapeute (avec S. Ginger et A. Tarpinian), Paris Dunod, 2006
- Recherches et innovations en formation (avec Hugues Lenoir), Paris, L’Harmattan, 2003.

### Ouvrages collectifs
- "Les clefs de la transformation de soi", in Changer de vie, Éditions Sciences Humaines, 2024
- "Carl Rogers, une approche humaniste de la personne", in P. Gilbert et E. Vayre (éd.), Les grands auteurs en psychologie et le management, Éditions EMS, 2024
- "Carl Rogers et la psychologie humaniste", in Psychologie pour la formation, Paris, Dunod, 2019
- "Pour une psychologie de la communication", in La communication. État des savoirs, Éditions Sciences Humaines, 2005
- "Les psychothérapies : unité, diversité, complexité", in Pourquoi la psychothérapie ?, Paris, Dunod, 2005
- Dynamiques interculturelles pour l'Europe, avec Jacques Demorgon, Burkhard Müller, Hans Nicklas, Anthropos, 2003 (ISBN 978-2717846126)
- "Identité subjective et interaction", in Stratégies identitaires, Paris, PUF, 2003
- "Filiations, ruptures, novations", in Pour une psychothérapie plurielle, Paris, Retz, 2001
- "L’identité personnelle", in L’Identité, l’individu, le groupe, la société, Éditions Sciences Humaines, 1998